# 凯尔·汉密尔顿
凯尔·汉密尔顿（英語：Kyle Hamilton，1978年2月26日—），加拿大男子赛艇运动员。他曾代表加拿大参加2004年和2008年夏季奥林匹克运动会赛艇比赛，其中2008年奥运会获得一枚金牌。